# Maghreb de Fès (basket-ball)
Maillots
La section basket-ball du Maghreb Association sportive de Fès (en arabe : المغرب الرياضي الفاسي) est un une des sections les plus emblématiques du club.

## Palmarès
National
- Championnat du Maroc (5):
  - Champion : 1996, 1997, 1998, 2003, 2007
  - Vice-champion : 2000, 2002, 2005, 2010, 2017

- Coupe du Trône (7):
  - Vainqueur : 1989, 1992, 1995, 1996, 1997, 1998, 2008
  - Finaliste : 1991, 1993, 1999, 2001, 2002, 2003, 2009, 2010, 2013, 2018, 2024

International
- Ligue des champions de la FIBA (1):
  - Vainqueur : 1998
- Coupe d'Afrique des vainqueurs de coupe (1):
  - Vainqueur : 1996

Amical
- Tournoi Mansour Lahrizi (1):
  - Vainqueur : 2009
  - Finaliste : 2011

## Effectif actuel 2024-2025
- Chase adams
- Ayoub  achouri
- hicham oumalek
- Cedric Andre
- Hamza bechar
- Yassine sakhi
- Othmane zahir
- Mohamed hjira
- Abderahim Najah
- Loqman fassi fihri
- Hamza abouamal
- Mohamed outaglou